# 普拉沃沃斯托奇诺耶村委员会
普拉沃沃斯托奇诺耶村委员会（俄语：Правовосточный сельсовет）是俄罗斯联邦阿穆尔州伊万诺夫卡区所属的一个村委员会。其下辖有5个居民点，行政中心为普拉沃沃斯托奇诺耶。据2016年统计，该村委员会的人口为788人。